# Crewe
Crewe – miasto w Wielkiej Brytanii (Anglia), w hrabstwie Cheshire. W 2001 liczyło ok. 67,7 tys. mieszkańców.
Miasto leży na południu hrabstwa Cheshire, w dystrykcie (unitary authority) Cheshire East. Rozwój Crewe, które w roku 1831 miało tylko 70 mieszkańców, związany jest z koleją. W późnych latach 30. XIX w. firma Grand Junction Railway (GRJ) wybudowała tu stację i zakłady naprawcze taboru kolejowego. W 1871 populacja miasta osiągnęła już liczbę 40 tys. mieszkańców. W latach 1946–2002 mieściła się tu fabryka samochodów Rolls-Royce, obecnie produkowane są pojazdy marki Bentley.
W mieście znajduje się stacja kolejowa Crewe. Crewe jest wspomniane w Domesday Book (1086) jako Creu.